# 昭和軽薄体
昭和軽薄体（しょうわけいはくたい）とは、椎名誠や嵐山光三郎らが1970年代末から1980年代前半にかけて築きあげた、日常の話し言葉を文章化する饒舌な文体で、狭い周辺の極私的なことを書くこと。

## 概要
椎名誠の『さらば国分寺書店のオババ』が1979年10月発刊された後で椎名自身が「昭和軽薄体」と名付けた。また、嵐山は、椎名が「軽薄」であることを自ら宣言したことには、軽薄であるとの世評を封じる逆説的なねらいがあったのではないかと推測している。
昭和軽薄体の作家の範疇は椎名によると、椎名自身と、嵐山光三郎、南伸坊、糸井重里らのエッセイが昭和軽薄体とされる。これらの書き手たちは、個人的にも親しい関係にあり、共同で作り出した面もあった。また、椎名と交友のある坪内祐三は、「シブい本」に収録された「エッセイストになるための文庫本100冊」というエッセイで、昭和軽薄体の例として村松友視、伊丹十三の名も挙げている。
1983年に、椎名誠が、自分が編集長の『本の雑誌』1983年2月号で『さらば昭和軽薄体』との決別宣言をして、もはや自分の文章は昭和軽薄体ではないとした。影響が大きく、そのイメージに自身が振り回されている状態があり、決別したいとの意図があった。平成に入る頃にはこの言葉自体は同時代性を失い死語になった。
明治時代以来、文学の世界で提唱・実践されてきた「言文一致運動」による文章は新聞文体にも広がるが、権威主義的なものを残していた。だが、昭和軽薄体は、椎名がスーパーエッセイと名付けた形式で、日常の話し言葉で周囲の極私的なものを書き、その権威主義にヒビを入れた。それまでのエッセイや随想は、作家・音楽家・画家などの芸術家や学者・実業家が生活雑記や思索または高踏的・哲学的なことや、歌人・俳人・詩人が情感的な内容を書くものだったが覆し、若者中心に大きな影響を与えた。その影響の大きさに、批判の声も高かったが、嵐山は、「日常の話し言葉を文章化するのは大変技術がいること」で、言葉を変革する思いがあったという。
国語学者の佐竹秀雄は、昭和軽薄体を「ありさま、ようすを感覚的にとらえ、それを饒舌に説明的に表現する」と定義し、それで一文を長くして、話し言葉と擬音語・擬態語を多用したとしている。昭和軽薄体の文体は、その頃に現れた少女小説における語り口調とともに、それ以降のエッセイの文体に多大な影響を与えている。ミュージシャンの大槻ケンヂは、エッセイや小説などの作家活動において、自身の青春時代に読んだ書籍に取り入れられていた昭和軽薄体を、今でも大きく意識しているという。1977年から1978年に少女小説、若者雑誌などから始められ、1980年代に仲間に思い感じたままに話しかけるような、話し言葉を多用した新文体が若者たちに広まるが、それは昭和軽薄体を直接まねする形ではなく、論理的思考より感覚的にするという影響は受けているが、一文は短く、より現実の仲間の間での会話に近くしている。その若者たちの新文体は、1977年発表され、1978年11月発刊の橋本治『桃尻娘』に、少女マンガや少女雑誌の投書欄の文体から取り入れられ、話し言葉の小説として話題となった。それらの新文体は、その後のネット文章としてより展開していく。 
ただし、昭和軽薄体の後も、「まだ、書く文章（特に翻訳文）としゃべる文章には、差が大きい」と主張し、より口語的な文体を提唱・採用する、山形浩生のような書き手もいる。

## 特徴
昭和軽薄体の特徴としては、以下のような例が挙げられる。なお、上記の作家の文体がこれらの特徴をすべて備えているわけではない。
- 制服で人々に権威的に排除する指図・命令する者に対する、個人的な怒りと罵倒[3]
- 「なのだ」「のである」文末

椎名誠は、少し煽るような形で、文末を「なのだ」「のである」にする。
- 文体の不統一

椎名誠は、その内容と共に「ですます」、「である」、「だ・なのだ」の各文体を混合させて不統一に使用した。
- ABC文体

文の一部を、音の似たラテン文字アルファベットで置き換える（例：でR（=である））。もっぱら嵐山光三郎によって用いられた。
- 長音の多用[13]、「ー」で表記

ちかごろの国鉄さんというのはやっぱり人員削減がエイキョーしているのだろうか、…… --椎名誠『気分はだぼだぼソース』収録『キセル』より
- 擬音語・擬態語の多用[6]

職務に忠実なこの派出所の警官たちは、「えーと、ぐががぎがぐが、ぎゅいーんですからぐががっでぐがしないでください。（中略）プチン」──というようなかんじで、熱心に注意してくれるのであるが、…… --椎名誠『さらば国分寺書店のオババ』収録『国分寺駅前派出所』より
- カタカナ表記の多用[14]

……これはもうクルマを降りていって右折車のタイヤをケトばしてやりたいくらいイラダってくるものなのである。 --椎名誠『かつをぶしの時代なのだ』収録『フランスカポネは目を剥いて「ナントカカントカシルブプレ」と言った』より
- 話し言葉の多用[6]

「やってやろうじゃないか」「かもしんないけれど」や文末にも話し言葉を使う。
こないだ大阪の道頓堀を歩いていたの。で、腹がへったので「けつねうろんでも食べよう」と思って路地に入っていったのよねえ。--椎名誠『気分はだぼだぼソース』収録『道頓堀』より

## 作家と代表作
- 椎名誠 「さらば国分寺書店のオババ」「気分はだぼだぼソース」｢かつをぶしの時代なのだ｣
- 嵐山光三郎 「ABC文体 鼻毛のミツアミ」
- 南伸坊 「面白くっても大丈夫」
- 糸井重里「ペンギニストは眠らない」
- 村松友視 「私、プロレスの味方です」
- 伊丹十三 「日本世間話大系」